# سانيدين
السانيدين (بالإنجليزية: Sanidine)‏، هو أحد أشكال انصهار بوتاسيوم الفلسبار صيغته الكيميائية AlSi3O8، يتشكل السانيدين في الصهارة التي تبلغ السطح وتبرد بسرعة من درجات حرارة تفوق 900° مئوية، مثل الرايوليت والتراكيت، وكذلك في صخور تتحول عند درجات حرارة مرتفعة، مثل النايّس. يكون السانيدين كذلك الطرف الغني بالبوتاسيوم في سلسلة الفلسبارات التي تتشكل عند درجات حرارة مرتفعة وتكون غنيةً إمّا بالبوتاسيوم أو بالصوديوم.